# Lucien Gaulard

Lucien Gaulard

Lucien Gaulard (* 1850 in Paris; † 26. November 1888) war Elektroingenieur und erfand die moderne Form von Transformatoren für die Übertragung von Wechselstrom. Gaulard entwickelte mit John Dixon Gibbs einen Transformator, der 1883 im Londoner Royal Aquarium ausgestellt wurde und großes Interesse bei der amerikanischen Westinghouse Electric Corporation erregte.
Für eine Ausstellung in Turin 1884 baute Gaulard eine 80 km lange Demonstrations-Ringleitung von Turin nach Lanzo Torinese und zeigte damit erstmals, dass die verlustarme Stromversorgung mit seiner Technik auch über größere Entfernungen möglich war.
Im Folgejahr baute William Stanley den ersten praktisch verwendbaren Transformator, der auf dieser Technik basierte und heute als Vorläufer des modernen Transformators betrachtet wird, der leicht herzustellen war und große Leistungen übertragen konnte.
Da die elektrischen Übertragungssysteme in Nordamerika noch auf Edisonscher Gleichstromtechnik basierte, die unter anderem von Gaulard entwickelte Wechselstromtechnik jedoch erfolgversprechender war, experimentierte Westinghouse seit Anfang der 1880er Jahre mit Gaulard-Gibbs-Transformatoren sowie Siemens-Generatoren in Pittsburgh.